# Ľupčanská dolina
Ľupčianská dolina je 15 kilometrů dlouhá dolina na severní straně Nízkých Tater.
Dolinou protéká potok Ľupčianka. V její horní části jsou osady Magurka a Železnô, které jsou místními částmi obce Partizánska Ľupča. Prochází jí silnice III. třídy z Partizánské Ľupče do Liptovské Osady.